# Lista de episódios de Lois & Clark: The New Adventures of Superman

Logo da série.

A seguir se apresenta a lista dos episódios de Lois & Clark: The New Adventures of Superman, uma série de televisão americana criada por Deborah Joy LeVine, baseada no personagem Superman da DC Comics. Nos Estados Unidos, a série foi exibida pela ABC entre 12 de setembro de 1993 e 4 de junho de 1997, com um total de quatro temporadas e 88 episódios. Todas as quatro temporadas foram disponibilizadas em DVD nas regiões 1, 2 e 4.
Lois & Clark: The New Adventures of Superman acompanha a vida de Clark Kent / Superman (Dean Cain) e Lois Lane (Teri Hatcher) quando eles se conhecem e começam um relacionamento romântico e de trabalho um com o outro.
A série também trata das pessoas na vida de Lois e Clark: os amigos do trabalho Perry White (Lane Smith) e Jimmy Olsen (Michael Landes na primeira temporada, Justin Whalin depois); os pais de Clark,  Martha Kent (K Callan) e Jonathan Kent (Eddie Jones); e o arqui-inimigo do Superman, Lex Luthor (John Shea). A série seguiu a origem moderna do Superman, estabelecida pelo escritor John Byrne.

## Resumo
| Temporada | Temporada | Episódios | Episódios | Originalmente exibido  | Originalmente exibido |
| Temporada | Temporada | Episódios | Episódios | Estreia da temporada   | Final da temporada    |
| --------- | --------- | --------- | --------- | ---------------------- | --------------------- |
|           | 1         | 22        | 22        | 12 de setembro de 1993 | 8 de maio de 1994     |
|           | 2         | 22        | 22        | 18 de setembro de 1994 | 21 de maio de 1995    |
|           | 3         | 22        | 22        | 17 de setembro de 1995 | 12 de maio de 1996    |
|           | 4         | 22        | 22        | 22 de setembro de 1996 | 14 de junho de 1997   |

## Episódios

### 1.ª Temporada (1993—1994)
A primeira temporada estreou nos EUA em 16 de setembro de 1993 e terminou em 8 de maio de 1994 ao fim de vinte e dois episódios. A temporada foi um sucesso, atraindo para o elenco, especialmente Teri Hatcher e Dean Cain, elogios da crítica por suas atuações.
| Nº na série | Nº na temporada | Título                                  | Dirigido por          | Escrito por                        | Estreia nos EUA         | Audiência nos EUA |
| ----------- | --------------- | --------------------------------------- | --------------------- | ---------------------------------- | ----------------------- | ----------------- |
| 12          | 12              | "Pilot"                                 | Robert Butler         | Deborah Joy LeVine                 | 12 de setembro de 1993  | 18.3              |
| 3           | 3               | "Strange Visitor (From Another Planet)" | Randy Zisk            | Bryce Zabel                        | 26 de setembro de 1993  | 16.3              |
| 4           | 4               | "Neverending Battle"                    | Gene Reynolds         | Daniel Levine                      | 3 de outubro de 1993    | 16.4              |
| 5           | 5               | "I'm Looking Through You"               | Mark Sobel            | Deborah Joy LeVine                 | 10 de outubro de 1993   | 19.3              |
| 6           | 6               | "Requiem for a Super Hero"              | Randall Zisk          | Robert Killbrew                    | 17 de outubro de 1993   | 19.0              |
| 7           | 7               | "I've Got a Crush on You"               | Gene Reynolds         | Thania St. John                    | 24 de outubro de 1993   | 17.4              |
| 8           | 8               | "Smart Kids"                            | Robert Singer         | Daniel Levine                      | 31 de outubro de 1993   | 17.6              |
| 9           | 9               | "The Green, Green Glow of Home"         | Les Landau            | Bryce Zabel                        | 14 de novembro de 1993  | 15.2              |
| 10          | 10              | "The Man of Steel Bars"                 | Robert Butler         | Paris Qualles                      | 21 de novembro de 1993  | 18.6              |
| 11          | 11              | "Pheromone, My Lovely"                  | Bill D'Elia           | Deborah Joy LeVine                 | 28 de novembro de 1993  | 20.0              |
| 12          | 12              | "Honeymoon in Metropolis"               | James A. Contner      | Daniel Levine                      | 12 de dezembro de 1993  | 16.9              |
| 13          | 13              | "All Shook Up"                          | Felix Enriquez Alcala | Bryce Zabel e Jackson Gillis       | 2 de janeiro de 1994    | 18.9              |
| 14          | 14              | "Witness"                               | Mel Damski            | Bradley Moore                      | 9 de janeiro de 1994    | 19.1              |
| 15          | 15              | "Illusions of Grandeur"                 | Michael W. Watkins    | Thania St. John                    | 23 de janeiro de 1994   | 22.3              |
| 16          | 16              | "The Ides of Metropolis"                | Philip Sgriccia       | Deborah Joy LeVine                 | 6 de fevereiro de 1994  | 17.7              |
| 17          | 17              | "The Foundling"                         | Bill D'Elia           | Daniel Levine                      | 20 de fevereiro de 1994 | 19.2              |
| 18          | 18              | "The Rival"                             | Michael W. Watkins    | Tony Blake and Paul Jackson        | 27 de fevereiro de 1994 | 19.8              |
| 19          | 19              | "Vatman"                                | Randall Zisk          | Deborah Joy LeVine                 | 13 de março de 1994     | 19.7              |
| 20          | 20              | "Fly Hard"                              | Philip Sgriccia       | Thania St. John                    | 27 de março de 1994     | 17.0              |
| 21          | 21              | "Barbarians at the Planet"              | James Bagdonas        | Daniel Levine e Deborah Joy LeVine | 1 de maio de 1994       | 13.8              |
| 22          | 22              | "The House of Luthor"                   | Alan J. Levi          | Daniel Levine                      | 8 de maio de 1994       | 17.0              |

### 2.ª Temporada (1994—1995)
A segunda temporada estreou no país de origem em 18 de setembro de 1994 e finalizou em 21 de maio de 1995 com vinte e dois episódios. O novo produtor, Robert Singer, planejou um foco maior na "ação" para a temporada.
| Nº na série | Nº na temporada | Título                      | Dirigido por       | Escrito por                                                                 | Estreia nos EUA         | Código de Prod. | Audiência nos EUA |
| ----------- | --------------- | --------------------------- | ------------------ | --------------------------------------------------------------------------- | ----------------------- | --------------- | ----------------- |
| 23          | 1               | "Madame Ex"                 | Randall Zisk       | Tony Blake & Paul Jackson                                                   | 18 de setembro de 1994  | 456451          | 16.1              |
| 24          | 2               | "Wall of Sound"             | Alan J. Levi       | John McNamara                                                               | 25 de setembro de 1994  | 456452          | 16.8              |
| 25          | 3               | "The Source"                | John T. Kretchmer  | Tony Blake & Paul Jackson                                                   | 2 de outubro de 1994    | 456453          | 17.1              |
| 26          | 4               | "The Prankster"             | James Hayman       | Grant Rosenberg                                                             | 9 de outubro de 1994    | 456454          | 16.1              |
| 27          | 5               | "Church of Metropolis"      | Robert Singer      | John McNamara                                                               | 23 de outubro de 1994   | 456455          | 18.2              |
| 28          | 6               | "Operation Blackout"        | Michael W. Watkins | Kate Boutilier                                                              | 30 de outubro de 1994   | 456456          | 15.6              |
| 29          | 7               | "That Old Gang of Mine"     | Lorraine Senna     | Gene Miller & Karen Kavnar                                                  | 13 de novembro de 1994  | 456457          | 19.8              |
| 30          | 8               | "A Bolt From the Blue"      | Philip Sgriccia    | Kathy McCormick                                                             | 20 de novembro de 1994  | 456458          | 20.3              |
| 31          | 9               | "Season's Greedings"        | Randall Zisk       | Dean Cain                                                                   | 4 de dezembro de 1994   | 456459          | 19.0              |
| 32          | 10              | "Metallo"                   | James Bagdonas     | Teleplay de: Tony Blake & Paul Jackson História de: Jim Crocker             | 1 de janeiro de 1995    | 456460          | 17.4              |
| 33          | 11              | "Chi of Steel"              | James Hayman       | Hilary J. Bader                                                             | 8 de janeiro de 1995    | 456461          | 20.0              |
| 34          | 12              | "The Eyes Have It"          | Bill D'Elia        | Teleplay de: Kathy McCormick História de: Kathy McCormick & Grant Rosenberg | 22 de janeiro de 1995   | 456462          | 16.7              |
| 35          | 13              | "The Phoenix"               | Philip Sgriccia    | Tony Blake & Paul Jackson                                                   | 22 de fevereiro de 1995 | 456463          | 20.0              |
| 36          | 14              | "Top Copy"                  | Randall Zisk       | John McNamara                                                               | 19 de fevereiro de 1995 | 456464          | 19.7              |
| 37          | 15              | "Return of the Prankster"   | Philip Sgriccia    | Grant Rosenberg                                                             | 26 de fevereiro de 1995 | 456465          | 18.9              |
| 38          | 16              | "Lucky Leon"                | Jim Pohl           | Chris Ruppenthal                                                            | 12 de março de 1995     | 456466          | 21.0              |
| 39          | 17              | "Resurrection"              | Joseph Scanlan     | Gene Miller & Karen Kavner                                                  | 19 de março de 1995     | 456467          | 17.8              |
| 40          | 18              | "Tempus Fugitive"           | James Bagdonas     | Jack Weinstein & Lee Hudson                                                 | 26 de março de 1995     | 456468          | 21.3              |
| 41          | 19              | "Target: Jimmy Olsen!"      | David Jackson      | Tony Blake & Paul Jackson                                                   | 2 de abril de 1995      | 456469          | 18.4              |
| 42          | 20              | "Individual Responsibility" | Alan J. Levi       | Chris Ruppenthal                                                            | 9 de abril de 1995      | 456470          | 15.7              |
| 43          | 21              | "Whine, Whine, Whine"       | Michael W. Watkins | Kathy McCormick & John McNamara                                             | 14 de maio de 1995      | 456471          | 17.1              |
| 44          | 22              | "And the Answer Is..."      | Alan J. Levi       | Tony Blake & Paul Jackson                                                   | 21 de maio de 1995      | 456472          | 20.0              |

### 3.ª Temporada (1995—1996)
A terceira temporada estreou nos EUA em 17 de setembro de 1995 e terminou em 12 de maio de 1996 ao fim de vinte e dois episódios. O décimo quinto episódio da temporada, "I Now Pronounce You...", é dedicado à memória do co-criador do Superman, Jerry Siegel, que morreu em 28 de janeiro de 1996.
| Nº na série | Nº na temporada | Título                              | Dirigido por       | Escrito por                        | Estreia nos EUA         | Audiência nos EUA |
| ----------- | --------------- | ----------------------------------- | ------------------ | ---------------------------------- | ----------------------- | ----------------- |
| 45          | 1               | "We Have a Lot to Talk About"       | Philip Sgriccia    | John McNamara                      | 17 de setembro de 1995  | 20.8              |
| 46          | 2               | "Ordinary People"                   | Michael W. Watkins | Eugenie Ross-Leming e Brad Buckner | 24 de setembro de 1995  | 19.6              |
| 47          | 3               | "Contact"                           | Daniel Attias      | Chris Ruppenthal                   | 1 de outubro de 1995    | 18.7              |
| 48          | 4               | "When Irish Eyes Are Killing"       | Winrich Kolbe      | Grant Rosenberg                    | 15 de outubro de 1995   | 19.7              |
| 49          | 5               | "Just Say Noah"                     | David Jackson      | Brad Buckner e Eugenie Ross-Leming | 22 de outubro de 1995   | 18.4              |
| 50          | 6               | "Don't Tug on Superman's Cape"      | Steven Dubin       | David Simkins                      | 5 de novembro de 1995   | 18.3              |
| 51          | 7               | "Ultra Woman"                       | Mike Vejar         | Gene F. O'Neill e Noreen Tobin     | 12 de novembro de 1995  | 22.3              |
| 52          | 8               | "Chip Off the Old Clark"            | Michael W. Watkins | Michael Jamin e Sivert Glarum      | 19 de novembro de 1995  | 21.1              |
| 53          | 9               | "Super Mann"                        | James Bagdonas     | Chris Ruppenthal                   | 26 de novembro de 1995  | 18.9              |
| 54          | 10              | "Virtually Destroyed"               | Jim Charleston     | Dean Cain e Sean Brennan           | 10 de dezembro de 1995  | 18.9              |
| 55          | 11              | "Home Is Where the Hurt Is"         | Geoffrey Nottage   | Eugenie Ross-Leming e Brad Buckner | 17 de dezembro de 1995  | 17.0              |
| 56          | 12              | "Never on Sunday"                   | Michael Lange      | Grant Rosenberg                    | 7 de janeiro de 1996    | 19.7              |
| 57          | 13              | "The Dad Who Came In From the Cold" | Alan J. Levi       | David Simkins                      | 14 de janeiro de 1996   | 18.6              |
| 58          | 14              | "Tempus, Anyone?"                   | Winrich Kolbe      | John McNamara                      | 21 de janeiro de 1996   | 17.3              |
| 59          | 15              | "I Now Pronounce You..."            | Jim Pohl           | Chris Ruppenthal                   | 11 de fevereiro de 1996 | 21.2              |
| 60          | 16              | "Double Jeopardy"                   | Chris Long         | Eugenie Ross-Leming e Brad Buckner | 18 de fevereiro de 1996 | 19.8              |
| 61          | 17              | "Seconds"                           | Alan J. Levi       | Corey Miller                       | 25 de fevereiro de 1996 | 19.8              |
| 62          | 18              | "Forget Me Not"                     | James Bagdonas     | Grant Rosenberg                    | 10 de março de 1996     | 18.5              |
| 63          | 19              | "Oedipus Wrecks"                    | Kenn Fuller        | David Simkins                      | 24 de março de 1996     | 16.9              |
| 64          | 20              | "It's a Small World After All"      | Philip Sgriccia    | Pat Hazell e Teri Hatcher          | 28 de abril de 1996     | 15.4              |
| 65          | 21              | "Through a Glass, Darkly"           | Chris Long         | Chris Ruppenthal                   | 5 de maio de 1996       | 16.1              |
| 66          | 22              | "Big Girls Don't Fly"               | Philip Sgriccia    | Eugenie Ross-Leming e Brad Buckner | 12 de maio de 1996      | 14.8              |

### 4.ª Temporada (1996—1997)
A quarta e última temporada estreou no país de origem em 22 de setembro de 1996 e terminou em 14 de junho de 1997 ao fim de vinte e dois episódios. A audiência da série caiu consideravelmente, principalmente após a ABC ter mudado o horário e o dia de exibição dos episódios.
| Nº na série | Nº na temporada | Título                                      | Dirigido por        | Escrito por                        | Estreia nos EUA        | Audiência nos EUA |
| ----------- | --------------- | ------------------------------------------- | ------------------- | ---------------------------------- | ---------------------- | ----------------- |
| 67          | 1               | "Lord of the Flys"                          | Philip Sgriccia     | Eugenie Ross-Leming e Brad Buckner | 12 de setembro de 1996 | 12.2              |
| 68          | 2               | "Battleground Earth"                        | Philip Sgriccia     | Brad Buckner e Eugenie Ross-Leming | 29 de setembro de 1996 | 13.5              |
| 69          | 3               | "Swear to God, This Time We're Not Kidding" | Michael Lange       | John McNamara                      | 6 de outubro de 1996   | 14.9              |
| 70          | 4               | "Soul Mates"                                | Richard Friedman    | Brad Kern                          | 13 de outubro de 1996  | 12.7              |
| 71          | 5               | "Brutal Youth"                              | David Grossman      | Tim Minear                         | 20 de outubro de 1996  | 12.7              |
| 72          | 6               | "The People vs. Lois Lane"                  | Robert Ginty        | Grant Rosenberg                    | 27 de outubro de 1996  | 11.1              |
| 73          | 7               | "Dead Lois Walking"                         | Chris Long          | Brad Buckner e Eugenie Ross-Leming | 10 de novembro de 1996 | 12.2              |
| 74          | 8               | "Bob and Carol and Lois and Clark"          | Oz Scott            | Brian Nelson                       | 17 de novembro de 1996 | 12.1              |
| 75          | 9               | "Ghosts"                                    | Robert Ginty        | Michael Gleason                    | 24 de novembro de 1996 | 12.6              |
| 76          | 10              | "Stop the Presses"                          | Peter Ellis         | Brad Kern                          | 12 de dezembro e 1996  | 12.2              |
| 77          | 11              | "'Twas the Night Before Mxymas"             | Mike Vejar          | Tim Minear                         | 15 de dezembro e 1996  | 11.1              |
| 78          | 12              | "Lethal Weapon"                             | Jim Charleston      | Grant Rosenberg                    | 5 de janeiro de 1997   | 8.9               |
| 79          | 13              | "Sex, Lies and Videotape"                   | Philip Sgriccia     | Andrew Dettman e Daniel Truly      | 19 de janeiro de 1997  | 9.9               |
| 80          | 14              | "Meet John Doe"                             | Jim Pohl            | Tim Minear                         | 2 de março de 1997     | 8.0               |
| 81          | 15              | "Lois and Clarks"                           | Chris Long          | Eugenie Ross-Leming e Brad Buckner | 9 de março de 1997     | 8.4               |
| 82          | 16              | "...aka Superman"                           | Robert Ginty        | Jeff Vlaming                       | 16 de março de 1997    | 8.3               |
| 83          | 17              | "Faster than a Speeding Vixen"              | Neal Ahern          | Brad Kern                          | 12 de abril de 1997    | 7.5               |
| 84          | 18              | "Shadow of a Doubt"                         | Philip Sgriccia     | Grant Rosenberg                    | 19 de abril de 1997    | 6.2               |
| 85          | 19              | "Voice from the Past"                       | David Grossman      | John McNamara                      | 26 de abril de 1997    | 6.4               |
| 86          | 20              | "I've Got You Under My Skin"                | Eugenie Ross-Leming | Tim Minear                         | 31 de maio de 1997     | 4.6               |
| 87          | 21              | "Toy Story"                                 | Jim Pohl            | Brad Kern                          | 7 de junho de 1997     | 4.4               |
| 88          | 22              | "The Family Hour"                           | Robert Ginty        | Brad Buckner e Eugenie Ross-Leming | 14 de junho de 1997    | 4.9               |

## Lançamento em DVD
Todas as quatro temporadas foram lançadas em DVD nas regiões 1, 2 e 4.
| Temporada Completa | Episódios | Datas de lançamento    | Datas de lançamento   | Datas de lançamento   |
| Temporada Completa | Episódios | Região 1               | Região 2              | Região 4              |
| ------------------ | --------- | ---------------------- | --------------------- | --------------------- |
| 1                  | 21        | 7 de junho de 1995     | 5 de julho de 2006    | 14 de junho de 2006   |
| 2                  | 22        | 17 de janeiro de 2006  | 5 de julho de 2006    | 14 de junho de 2006   |
| 3                  | 22        | 20 de junho de 2006    | 6 de setembro 2006    | 1 de novembro de 2006 |
| 4                  | 22        | 14 de novembro de 2006 | 6 de dezembro de 2006 | 1 de novembro de 2006 |